# Rock or Bust
Rock or Bust è il sedicesimo album in studio del gruppo musicale hard rock australiano AC/DC, pubblicato il 2 dicembre 2014 dalla Columbia.

## Descrizione
Si tratta del disco dalla minor durata di tutta la produzione degli AC/DC, essendo due minuti più breve di Flick of the Switch (1983). È inoltre il primo disco, dopo 41 anni di carriera degli AC/DC, registrato senza il chitarrista Malcolm Young, che ha dovuto abbandonare il gruppo nel corso del 2014 per problemi di salute dovuti a una forma di demenza senile. Angus Young ha comunque confermato come il fratello abbia dato il suo apporto in fase compositiva anche per quest'album. A sostituire Malcolm è stato il nipote Stevie Young, che aveva già preso il posto dello zio durante il tour statunitense dell'album Blow Up Your Video quando questi era in riabilitazione dalla dipendenza da alcol. Stevie ha registrato in studio tutte le parti di chitarra di Malcolm. Angus ha aggiunto:
L'album è stato registrato a Vancouver (Canada) presso il The Warehouse Studio con il produttore Brendan O'Brien, mentre il missaggio è stato effettuato da Mike Fraser.
È anche l'ultimo disco registrato con il batterista Phil Rudd prima del suo arresto, avvenuto il 6 novembre (poche settimane prima dell'uscita dell'album) con l'accusa di avere cercato di assoldare un assassino per uccidere due persone, nonché di minacce di assassinio e detenzione di cannabis e metanfetamine. Rudd è stato sostituito da Chris Slade, che aveva già suonato con la band ai tempi di The Razors Edge. Il nuovo batterista ha fatto il suo debutto durante l'esibizione degli AC/DC ai Grammy Awards l'8 febbraio 2015. L'australiano ha poi fatto ritorno nella band nel 2018, incidendo il successivo album Power Up (2020).

### Singoli
Il primo singolo ad essere estratto dall'album è stato Play Ball, reso disponibile per il download digitale a partire dal 7 ottobre 2014. Ad esso hanno fatto seguito l'omonimo Rock or Bust e Rock the Blues Away, entrati in rotazione radiofonica rispettivamente il 21 novembre 2014 e il 6 febbraio 2015.
Nei video musicale di Play Ball e Rock or Bust, Phil Rudd è stato sostituito dall'irlandese Bob Richards, che aveva precedentemente suonato per Man, Adrian Smith e Asia. Nel video di Rock the Blues Away è invece apparso il nuovo batterista Chris Slade.

### Tour promozionale
Nel 2015 gli AC/DC hanno intrapreso un tour mondiale per promuovere l'album e contemporaneamente festeggiare i quarant'anni di attività. La seconda parte del tour, prevista per il 2016, è stata annullata a causa di gravi problemi di udito di Brian Johnson. Il cantante ha negli anni gradualmente perso l'udito all'orecchio sinistro per via della sua passione per i motori e per non avere mai indossato tappi per le orecchie sotto il casco. Secondo una notizia riportata da Rolling Stone il 15 marzo 2016, il cantante si vede costretto a lasciare il gruppo per non aggravare ulteriormente la sua situazione e, il 17 aprile gli AC/DC hanno annunciato come sostituto Axl Rose, il quale si esibirà con il gruppo a partire dalla data del 7 maggio a Lisbona, motivando inoltre la sostituzione con i gravi problemi all'udito che affliggono Johnson.

## Tracce
Testi e musiche di Angus Young e Malcolm Young.
1. Rock or Bust – 3:04
2. Play Ball – 2:47
3. Rock the Blues Away – 3:24
4. Miss Adventure – 2:57
5. Dogs of War – 3:35
6. Got Some Rock & Roll Thunder – 3:22
7. Hard Times – 2:44
8. Baptism by Fire – 3:30
9. Rock the House – 2:42
10. Sweet Candy – 3:09
11. Emission Control – 3:41

## Formazione
Gruppo
- Brian Johnson – voce
- Angus Young – chitarra, cori (tracce 5 e 10)
- Stevie Young – chitarra
- Cliff Williams – basso, cori
- Phil Rudd – batteria

Altri musicisti
- Brendan O'Brien – cori[38]

## Successo commerciale
Il successo dell'album è stato immediato, già prima della sua pubblicazione: si è infatti rivelato il sesto disco con il maggior numero di prenotazioni su Amazon UK durante il 2014.
Negli Stati Uniti d'America ha venduto circa 172 000 copie nella sua prima settimana di uscita, debuttando al terzo posto della Billboard 200. Nel gennaio 2015 è stato certificato disco d'oro dalla RIAA. In Canada ha debuttato direttamente al primo posto della rispettiva classifica, vendendo circa 31 000 copie nella sua prima settimane di uscita.
All'aprile del 2015, l'album aveva venduto oltre 2,8 milioni di copie nel mondo.

## Classifiche

### Classifiche settimanali
| Classifica (2014)          | Posizione massima |
| -------------------------- | ----------------- |
| Australia                  | 1                 |
| Austria                    | 1                 |
| Belgio (Fiandre)           | 1                 |
| Belgio (Vallonia)          | 1                 |
| Canada                     | 1                 |
| Danimarca                  | 1                 |
| Finlandia                  | 1                 |
| Francia                    | 1                 |
| Germania                   | 1                 |
| Giappone                   | 14                |
| Grecia                     | 16                |
| Irlanda                    | 6                 |
| Italia                     | 3                 |
| Norvegia                   | 1                 |
| Nuova Zelanda              | 2                 |
| Paesi Bassi                | 4                 |
| Polonia                    | 1                 |
| Portogallo                 | 8                 |
| Regno Unito                | 3                 |
| Regno Unito (rock & metal) | 1                 |
| Repubblica Ceca            | 3                 |
| Spagna                     | 2                 |
| Stati Uniti                | 3                 |
| Stati Uniti (hard rock)    | 1                 |
| Stati Uniti (rock)         | 1                 |
| Stati Uniti (tastemakers)  | 1                 |
| Svezia                     | 1                 |
| Svizzera                   | 1                 |
| Ungheria                   | 4                 |

### Classifiche di fine anno
| Classifica (2014)       | Posizione |
| ----------------------- | --------- |
| Australia               | 13        |
| Austria                 | 6         |
| Belgio (Fiandre)        | 41        |
| Belgio (Vallonia)       | 40        |
| Danimarca               | 3         |
| Francia                 | 11        |
| Germania                | 2         |
| Italia                  | 21        |
| Nuova Zelanda           | 24        |
| Paesi Bassi             | 63        |
| Polonia                 | 16        |
| Regno Unito             | 25        |
| Spagna                  | 19        |
| Svezia                  | 16        |
| Svizzera                | 4         |
| Ungheria                | 27        |
| Classifica (2015)       | Posizione |
| Australia               | 40        |
| Austria                 | 24        |
| Belgio (Fiandre)        | 8         |
| Belgio (Vallonia)       | 21        |
| Canada                  | 10        |
| Danimarca               | 73        |
| Francia                 | 46        |
| Germania                | 17        |
| Italia                  | 54        |
| Nuova Zelanda           | 50        |
| Paesi Bassi             | 81        |
| Spagna                  | 17        |
| Stati Uniti             | 46        |
| Stati Uniti (hard rock) | 1         |
| Stati Uniti (rock)      | 4         |
| Svezia                  | 66        |
| Svizzera                | 2         |
| Ungheria                | 70        |